# Марк Ацилий Канин
Марк (Маний) Ацилий Канин или Каниан (на латински: Marcus Acilius Caninus; (Manius) Acilius Caninus; Canianus) e от плебейския gens Ацилии.
През 48 пр.н.е. Канин е легат на Юлий Цезар в гражданската война. През 47 пр.н.е. е претор. През 46 и 45 пр.н.е. Цезар го произвежда на проконсул на Сицилия. По време на подготовката на поход против партите Цезар изпраща Канин с войска в Македония, където се намира по времето на неговото убийство. След това няма сведения за него.